# Lenovo
Lenovo Group Limited («Лено́во Груп Лимитед»; кит. трад. 聯想, упр. 联想, пиньинь liánxiǎng, палл. ляньсян, полное название — кит. 联想集团有限公司) — китайская транснациональная корпорация, выпускающая персональные компьютеры, ноутбуки, смартфоны, ряд другой электроники, а также клавиатуры, компьютерные мыши, колонки, наушники, защитные чехлы и иные аксессуары к ней.  Является крупнейшим производителем персональных компьютеров в мире с долей на рынке более 20 %, а также занимает пятое место по производству мобильных телефонов. Штаб-квартира компании Lenovo расположена в Пекине (КНР), а зарегистрирована компания в Гонконге. Основные исследовательские центры компании расположены в Пекине, Шанхае и Шэньчжэне (КНР), а также в Ямато (Япония).

## История

Логотип, использовавшийся с 2003 по 2015 год.

Компания была основана в 1984 году Лю Чуаньчжи (англ. Liu Chuanzhi) и 10 другими членами Китайской академии наук. От академии компания получила стартовый капитал в 200 тысяч юаней (24 000 долларов) и первоначально носила название New Technology Developer Incorporated (спустя два года — Legend). В первые годы компания занималась импортом телевизоров и электронных часов, а также адаптацией компьютеров IBM к работе с иероглифами. Свой первый компьютер компания собрала в 1990 году, к 1994 году персональных ЭВМ уже было изготовлено 1 млн, параллельно компания занималась дистрибуцией в Китае продукции Hewlett-Packard и Toshiba. В 1994 году акции Legend были размещены на гонконгской фондовой бирже, что дало компании 30 млн долларов на дальнейшее развитие; Китайская академия наук осталась крупнейшим акционером Legend. В 1997 году компания вышла на первое место в КНР по количеству продаваемых ПК, обойдя IBM; к 1999 году доля на домашнем рынке достигла 27 %, оборот — 2,4 млрд долларов. Китайский рынок предоставлял практически неограниченные возможности для роста, поэтому мировой спад в высокотехнологическом секторе в начале 2000-х годов компанию почти не затронул. В 2001 году была создана холдинговая компания Legend Holdings Ltd., объединявшая различные направления деятельности, такие как производство персональных компьютеров и мобильных телефонов, дистрибуция электроники (своей и других производителей), разработка программного обеспечения, торговля через Интернет, обслуживание веб-порталов, строительство (Rong Ke Zhi De), венчурное финансирование.
В 2003 году дочерняя компания Legend Holdings по производству компьютеров была переименована в Lenovo. Вступление КНР во Всемирную торговую организацию с одной стороны ужесточило конкуренцию на внутреннем рынке, но с другой стороны расширило возможности для международного развития. Проявлением такого развития стало заключённое в декабре 2004 года широкое многолетнее соглашение между корпорацией IBM и компанией Lenovo. IBM выпускала компьютеры с 1981 года, однако не сумела удержать лидирующие позиции в этом сегменте; оборот подразделения по выпуску персональных компьютеров IBM Personal Systems Group упал с 10 млрд долларов в 2000 году до 5 млрд долларов в 2004 году, что и вызвало решение продать компании Lenovo это подразделение. По условиям соглашения Lenovo заплатила за него 1,25 млрд долларов и приняла его долг в размере 500 млн долларов; IBM и три американские инвестиционные компании (TPG Inc., General Atlantic и Newbridge Capital) стали акционерами Lenovo; Lenovo могла использовать бренд IBM до 2010 года. После завершения этой сделки в мае 2005 года Lenovo стала третьим крупнейшим производителем персональных компьютеров в мире после Dell и Hewlett-Packard. В апреле 2006 года компания заявила о том, что будет устанавливать на выпускаемые компьютеры оригинальные операционные системы Windows, что приносит компании Microsoft по 1 млрд долларов в год.
В третьем квартале 2010/11 финансового года Lenovo и NEC создали совместное подразделение NEC Lenovo Japan Group, В результате сделки, оценённой в 175 млн долларов, Lenovo получила 51 %, а NEC — 49 % акций совместного предприятия.
В июне 2011 года Lenovo приобрела немецкую компанию Medion, занимающуюся розничной продажей и сервисным обслуживанием электроники. Приобретение позволило Lenovo занять третье место на крупнейшем в Европе рынке Германии и удвоить свою долю в этом регионе и в Западной Европе в целом.
За период июль-сентябрь 2012 года компания Lenovo заняла первое место в мире по поставкам персональных компьютеров.
23 января 2014 года было объявлено о заключении сделки между Lenovo Group и корпорацией IBM по покупке бизнеса x86-серверов у IBM за 2,3 млрд долларов и расширении альянса между этими компаниями.
30 января 2014 года Lenovo заключила сделку с корпорацией Google о покупке подразделения Motorola Mobility за 2,9 млрд долларов. 30 октября 2014 года сделка была завершена и Motorola Mobility стала дочерней компанией Lenovo. Также 2014 году у IBM за 2,3 млрд долларов было куплено подразделение по производству серверов.

### Название
Название «Lenovo» образовано из «Le-» (из первоначального названия Legend) и лат. novo «новый» в аблативном падеже. Китайское название (кит. трад. 聯想, упр. 联想, пиньинь liánxiǎng, палл. ляньсян) значит «ассоциации» или «связанное мышление», но может также подразумевать и «креативность». Название Lenovo вместо Legend было введено из-за распространённости слова «Legend» на Западе и уже зарегистрированных торговых марок с таким названием.

## Собственники и руководство

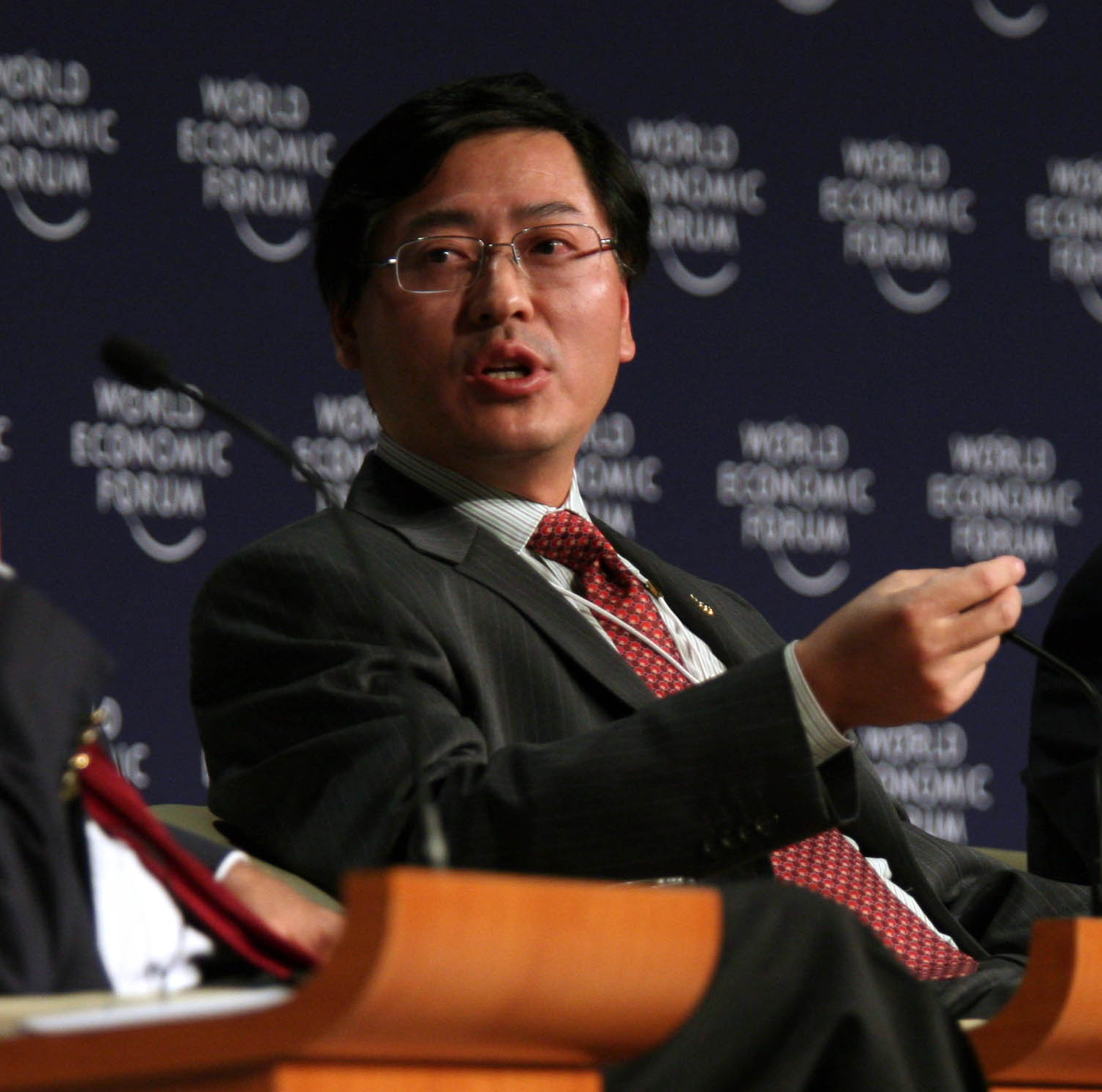
Ян Юаньцин (Всемирный экономический форум, 2008 год)

Основные акционеры Lenovo — подконтрольная Китайской академии наук Legend Holdings Ltd (33,94 %) и Ян Юаньцин (8,8 %). Остальные акции торгуются на Гонконгской фондовой бирже, а также в США в виде американских депозитарных расписок. Рыночная капитализация компании по состоянию на 12 июля 2010 года составляла 5,6 млрд долларов, на декабрь 2023 года — 16,3 млрд долларов.
Ян Юаньцин (англ. Yang Yuanqing) — председатель правления (с 2005 года) и главный исполнительный директор (с 2009 года), ему на 2023 год принадлежит 8,8 % акций компании. В составе руководства компании с 1997 года, в компании с 1989 года. Также является директором и акционером Sureinvest Holdings Limited. Родился 12 ноября 1962 года в Хэфэе, окончил Шанхайский университет транспорта и Научно-технический университет Китая.

## Деятельность
Компания выпускает персональные настольные компьютеры, мобильные телефоны, нетбуки, серверы, мониторы, видеопроекторы, видеокарты, клавиатуры, мыши и комплекты, модули памяти, оптические приводы, блоки питания, аксессуары, сумки и чехлы для ноутбуков, а также разрабатывает программное обеспечение для своих изделий.
Основные торговые марки, под которыми выпускается продукция: Lenovo, ThinkCentre, ThinkPad, ThinkVision, IdeaPad, Motorola.
Компания располагает собственными заводами в США, Индии, Мексике, в ноябре 2007 года открыт первый завод на территории Европы в Польше. В сентябре 2011 года компания озвучила планы на строительство первого завода в России.
Компания имеет более чем 5500 патентов по всему миру. Кроме того, Lenovo попала в топ-30 инновационных компаний по версии журнала BusinessWeek в 2010 году и в топ-10 самых экологичных компаний по версии журнала Forbes в 2011 году. Компания Lenovo была признана одним из мировых лидеров в сфере репутации согласно глобальному исследованию, проведённому Институтом Репутации RepTrak 100 в 2011 году, а также вошла в топ-50 самых желанных работодателей в мире с точки зрения студентов, по результатам исследования рейтингового агентства Universum в 2011 году.
У компании имеется 46 лабораторий, в частности, исследовательские центры в Йокогаме (Япония), Пекине, Шанхае, Ухане и Шэньчжэне (Китай), а также Моррисвилле (штат Северная Каролина, США).
Выручка компании за 2022/23 финансовый год составила 61,9 млрд долларов, её распределение по регионам:
- Китай — 24 %;
- Европа, Ближний Восток и Африка — 25 %;
- Азиатско-Тихоокеанский регион — 17 %;
- Америка — 34 %.

Основные подразделения:
- Intelligent Devices Group — компьютеры, планшеты, смартфоны и другая потребительская электроника, 75 % выручки;
- Infrastructure Solutions Group — серверы и программное обеспечение для них, 15 % выручки;
- Solutions and Services Group — техническое обслуживание и другие услуги, 10 % выручки.

Оборот в 2014 году составил 42,7 млрд долларов, численность персонала около 60 тыс. человек.
|                     | 2007  | 2008  | 2009   | 2010  | 2011  | 2012  | 2013  | 2014  | 2015  | 2016   | 2017  | 2018   | 2019  | 2020  | 2021  | 2022  | 2023  |
| ------------------- | ----- | ----- | ------ | ----- | ----- | ----- | ----- | ----- | ----- | ------ | ----- | ------ | ----- | ----- | ----- | ----- | ----- |
| Оборот              | 13,98 | 16,35 | 14,90  | 16,60 | 21,59 | 29,57 | 33,87 | 38,71 | 46,30 | 44,91  | 43,03 | 45,35  | 51,04 | 50,72 | 60,74 | 71,62 | 61,95 |
| Чистая прибыль      | 0,161 | 0,485 | -0,226 | 0,129 | 0,273 | 0,475 | 0,632 | 0,817 | 0,837 | -0,145 | 0,530 | -0,189 | 0,596 | 0,665 | 1,178 | 2,030 | 1,608 |
| Активы              | 5,450 | 7,539 | 6,622  | 8,956 | 10,71 | 15,86 | 16,88 | 18,38 | 27,40 | 24,93  | 27,19 | 28,49  | 29,99 | 32,13 | 37,99 | 44,51 | 38,92 |
| Собственный капитал | 1,134 | 1,613 | 1,311  | 1,606 | 1,835 | 2,448 | 2,680 | 3,025 | 4,106 | 3,026  | 4,095 | 4,546  | 4,097 | 4,059 | 3,611 | 5,395 | 6,047 |

Примечание. Данные на 31 марта, когда компания завершает финансовый год.
В списке крупнейших публичных компаний мира Forbes Global 2000 за 2023 год Lenovo Group заняла 491-е место.

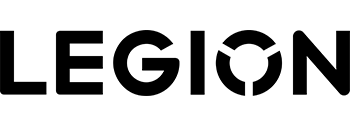
Логотип серии Legion

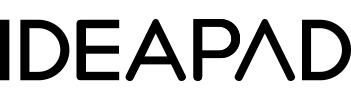
Логотип серии IdeaPad

### Продукция
- Legion — настольные ПК и ноутбуки для геймеров (с мощной дискретной видеокартой)
- ThinkCentre — линейка настольных ПК
- ThinkVision — линейка мониторов
- ThinkPad — линейка портативных ПК для корпоративного рынка
- IdeaPad — линейка портативных ПК, ориентированных на индивидуальных покупателей
  - Серии 100, 300, 500 и 700
  - серия Miix (en:IdeaPad#Miix series)
  - A серия (на Андроид)
  - G серия (en:Lenovo Essential laptops)
  - IdeaPad S series[англ.] (с 2008)
  - IdeaPad Y series[англ.] (с 2008, также известная как Legion[28])
  - IdeaPad U series[англ.] (с 2008)
  - V серия
  - IdeaPad Z series[англ.] (мультимедийные, с 2010)
  - серия Flex (с поворотным экраном)
  - серия Gaming 3 (бюджетные игровые решения)

- IdeaTab[англ.] — линейка планшетных компьютеров
- IdeaCentre — линейка настольных ПК для индивидуальных покупателей
- IdeaPhone — линейка смартфонов для индивидуальных покупателей
- ThinkStation — рабочие станции
- ThinkServer — серверы
- Essential — линейка портативных ПК экономкласса
- LOQ — бюджетная версия ноутбуков серии Legion

#### Программное обеспечение, разработанное компанией
- OneKey Rescue — утилита, представляющая собой простую операционную систему, разработанную на платформе Windows PE. Находится на автономном разделе жёсткого диска вместе с резервной копией операционной системы ноутбука и антивирусной программой Norton Antivirus. В случае краха основной ОС активируется нажатием специальной кнопки (при выключенном питании ноутбука). Жёсткий диск ноутбука сканируется антивирусной программой, повреждённые или уничтоженные системные файлы восстанавливаются из резервной копии ОС. Устанавливается на большинстве современных ноутбуков компании.
- ThinkVantage — сборник утилит. На клавиатуре некоторых ноутбуков компании имеется специальная кнопка ThinkVantage для быстрого вывода главного меню пакета на дисплей.
- ReadyComm — утилита для удобства управления сетевыми подключениями (в том числе к Интернету)
- BioExcess — утилита для шифрования и защиты находящихся на ПК данных и файлов
- RapidBoot Shield — утилита для ускорения загрузки и защиты операционной системы, для работы программы необходима установка Lenovo Data Shield Driver
- Lenovo EE Boot Optimizer — утилита для ускорения загрузки и оптимизации работы операционной системы
- Power2Go — программный пакет для записи на оптические диски файлов различных форматов
- Lenovo EasyCapture — мультимедийная утилита для ноутбуков, оборудованных веб-камерами. Есть функции фотографирования, записи видеороликов, аудиофайлов и их редактирования. Позволяет дистанционно управлять веб-камерой.
- Lenovo VeriFace — утилита для программного биометрического распознавания лица пользователя. Устанавливается на ноутбуках и настольных ПК, оборудованных веб-камерами (может использоваться на компьютерах других производителей). Сличает индивидуальные особенности лица пользователя с фотографиями, хранящимися в памяти программы. Используется вместо или в дополнение к паролю для предотвращения несанкционированного доступа к компьютеру.
- Lenovo Energy Management — утилита для управления питанием ноутбуков. Координирует потребляемую мощность аппаратной части и программного обеспечения. Существенно повышает срок службы батарей и время работы на батареях без подзарядки. Может использоваться на ноутбуках других производителей.
- OneKey Theater — утилита для улучшения качества воспроизведения видео- и музыкальных файлов.
- Shareit — бесплатное приложение для передачи файлов между устройствами, поддерживающими Wi-Fi протокол.

## Дочерние компании
- Lenovo (Beijing) Limited (КНР) — производство и дистрибуция IT-продукции
- LCFC (Hefei) Electronics Technology Co., Ltd. (КНР, 51 %) — производство и дистрибуция IT-продукции
- Lenovo (Asia Pacific) Limited (Гонконг) — инвестиционный холдинг и дистрибуция IT-продукции
- Beijing Lenovo Software Limited, Lenovo (Xian) Limited (КНР) — услуги и дистрибуция IT-продукции
- Lenovo (Belgium) BVBA (Бельгия) — инвестиционный холдинг и дистрибуция IT-продукции
- Lenovo Computer Limited (Гонконг) — материально-техническое обеспечение и дистрибуция IT-продукции
- Lenovo (Singapore) Pte. Ltd. и Lenovo Enterprise Solutions (Singapore) Pte. Ltd (Сингапур) — производство и оптовая продажа компьютеров
- Lenovo HK Services Limited (Гонконг) — планирование, управление и финансирование деятельности компании
- Lenovo Global Technology (Asia Pacific) Limited (Гонконг) — инвестиционный холдинг и дистрибуция IT-продукции
- Lenovo Global Technology HK Limited, Lenovo PC HK Limited (Гонконг) — материально-техническое обеспечение и дистрибуция IT-продукции
- Lenovo (Huiyang) Electronic Industrial Co., Ltd. (КНР) — производство и дистрибуция IT-продукции
- Lenovo (India) Private Limited (Индия) — производство и дистрибуция IT-продукции
- Lenovo Information Products (Shenzhen) Co. Ltd., Lenovo Systems Technology Company Limited (КНР) — производство и дистрибуция IT-продукции
- Lenovo Mobile Communication Technology Ltd.) (КНР) — производство и дистрибуция IT-продукции
- Lenovo Mobile Communication Software (Wuhan) Limited (КНР) — разработка программного обеспечения для мобильных телефонов
- Lenovo PC International Limited (Гонконг) — обладатель прав на интеллектуальную собственность
- Lenovo (Schweiz) GmbH (Швейцария) — производство и дистрибуция IT-продукции
- Lenovo Tecnologia (Brasil) Ltda (Бразилия) — производство и дистрибуция IT-продукции
- Medion AG (Германия, 79,83 %) — розничная продажа и сервисное обслуживание
- Motorola (Wuhan) Mobility Technologies Communication Company Limited (КНР) — производство мобильных телефонов
- Motorola Mobility LLC (США) и Motorola Mobility Comércio de Produtos Eletronicos Ltda. (Бразилия) — разработка и продажа коммуникационного оборудования и программного обеспечения
- Motorola Mobility International Sales LLC United States (США) — холдинговая компания
- NEC Personal Computers, Ltd. (Япония, 66,64 %) — производство и продажа IT-продукции
- Shenzhen Lenovo Overseas Holdings Limited (КНР) — управление инвестициями
- Stoneware, Inc. (США) — разработка и дистрибуция IT-продукции
- Sunny Information Technology Service, Inc. (КНР) — ремонт вычислительной техники
- дистрибуцией высокотехнологической продукции занимаются дочерние компании в различных странах мира: Lenovo (Australia & New Zealand) Pty Limited (Австралия), Lenovo Korea LLC (Республика Корея), Lenovo Technology Sdn. Bhd. (Малайзия), Lenovo (Thailand) Limited (Таиланд), Lenovo (United States) Inc. (США), Lenovo (Canada) Inc. (Канада), Lenovo Mexico, S. de R.L. de C.V. (Мексика), Lenovo (Venezuela), SA, (Венесуэла), LLC «Lenovo (East Europe/Asia)» (Россия), Lenovo (France) SAS (Франция), Lenovo (Italy) S.r.l. (Италия), Lenovo (Deutschland) GmbH (Германия), Lenovo (Danmark) ApS (Дания), Lenovo (Spain), S.L.U. (Испания), Lenovo (Sweden) AB (Швеция), Lenovo Technology (United Kingdom) Limited (Великобритания), Lenovo Technology B.V. (Нидерланды), Lenovo (Israel) Ltd. (Израиль), Lenovo (Shanghai) Co., Ltd. (КНР), Lenovo (Hong Kong) Limited (Гонконг), Lenovo Global Technology (Hong Kong) Distribution Limited (Гонконг), Lenovo (South Africa) (Pty) Limited (Южно-Африканская республика), Lenovo (Japan) Ltd. (Япония), Lenovo Enterprise Solutions Ltd. (Япония)

## Галерея

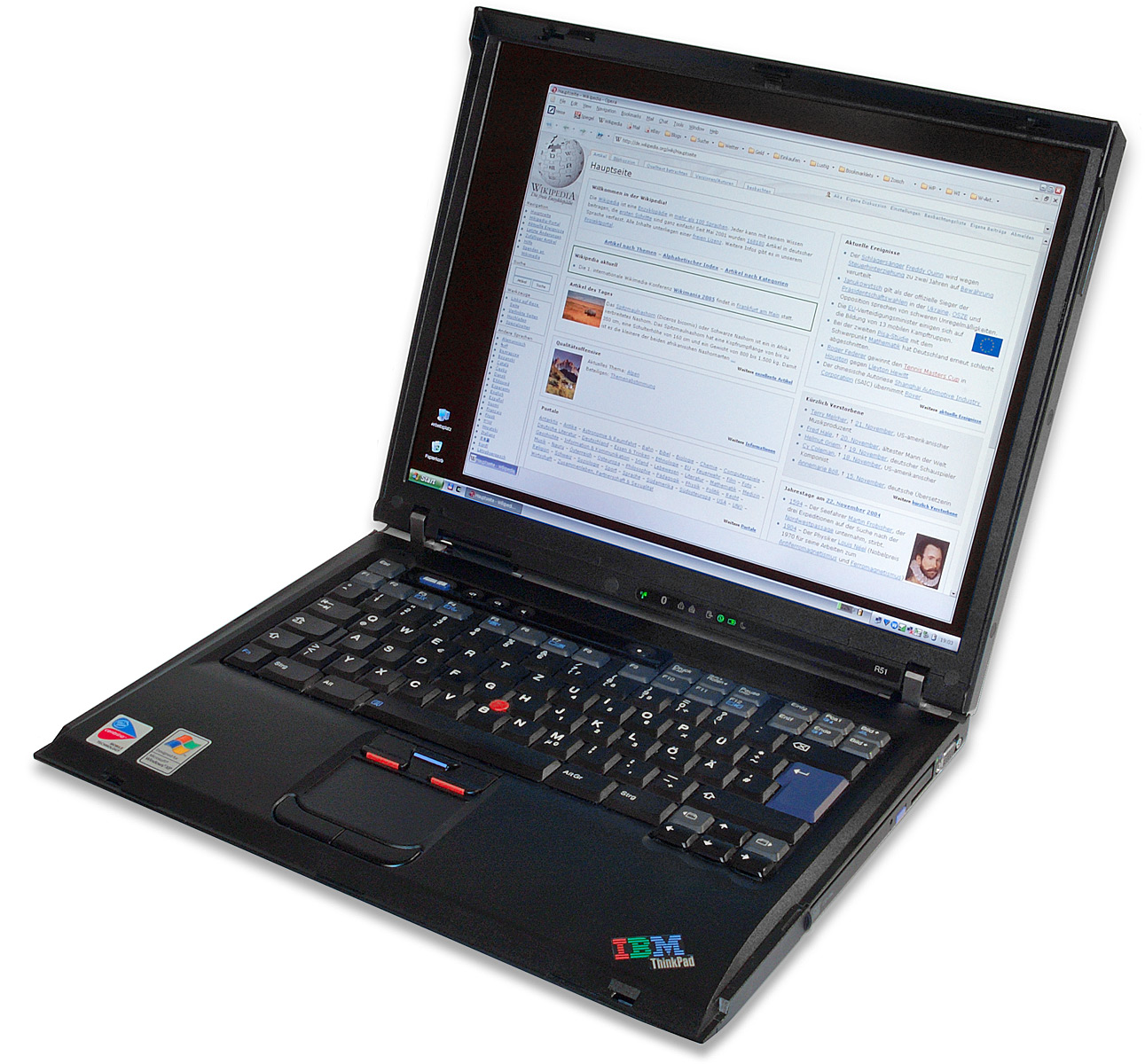
Ноутбук IBM ThinkPad
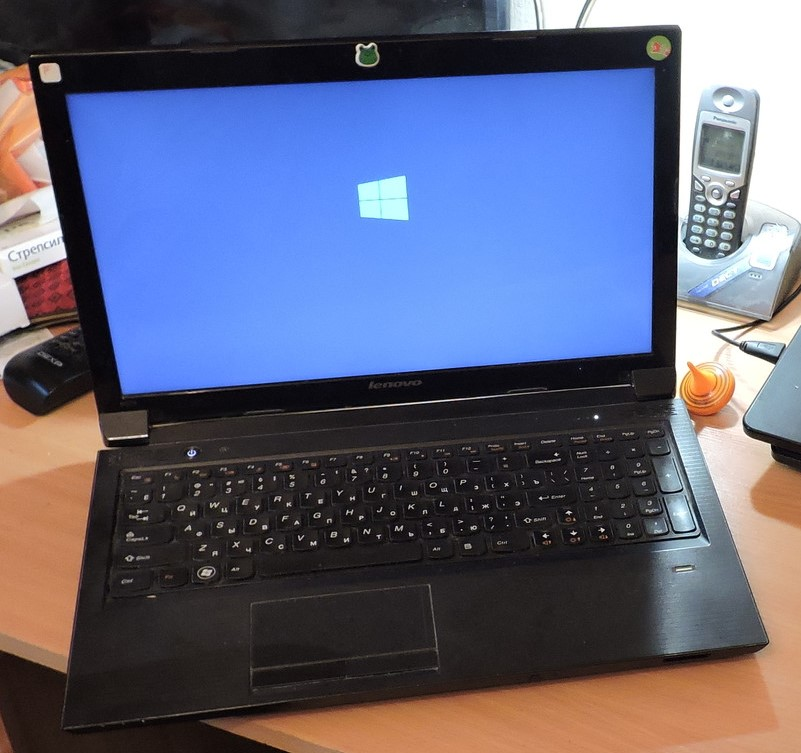
Ноутбук Lenovo B575
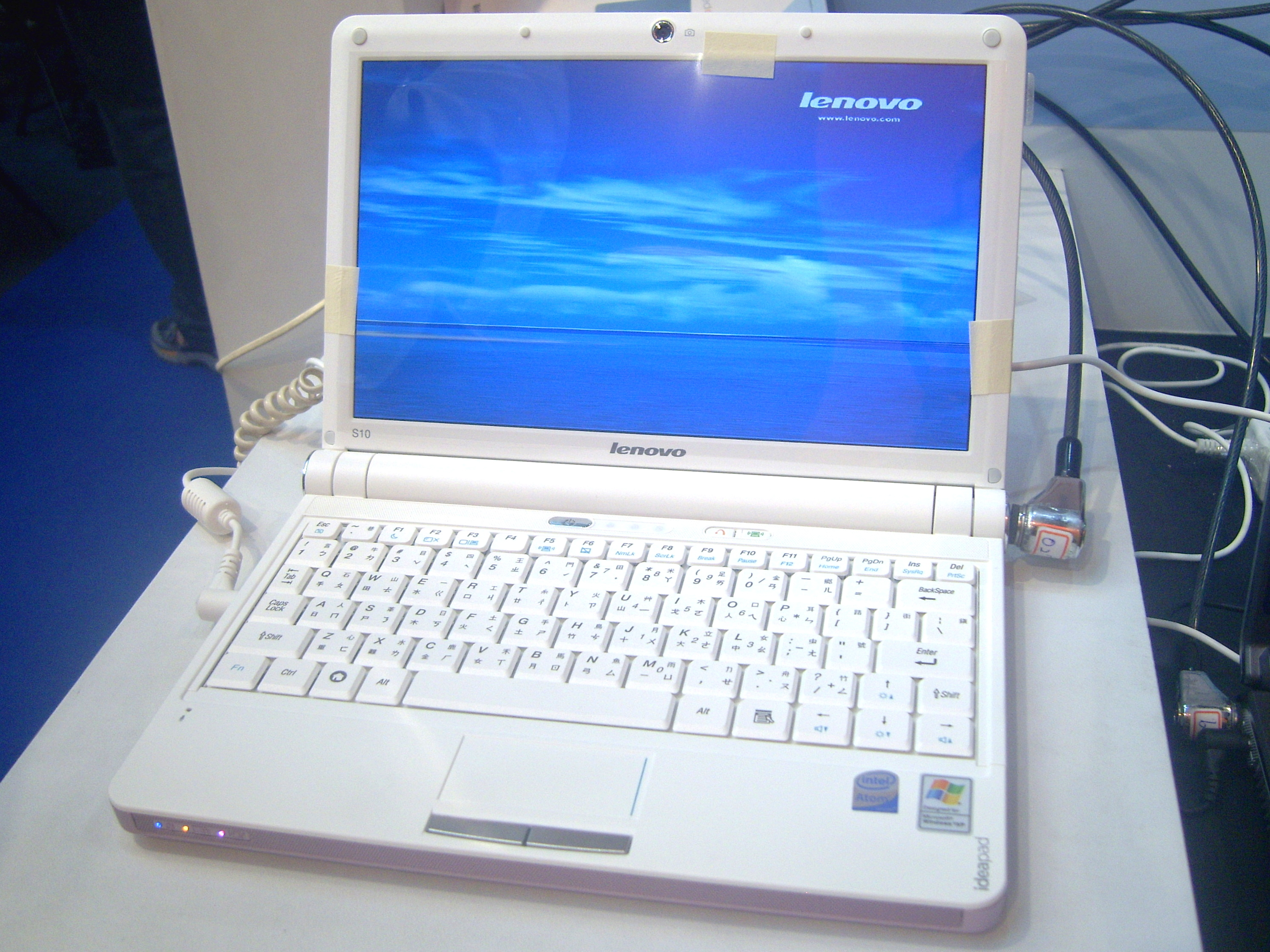
Нетбук Lenovo IdeaPad S10
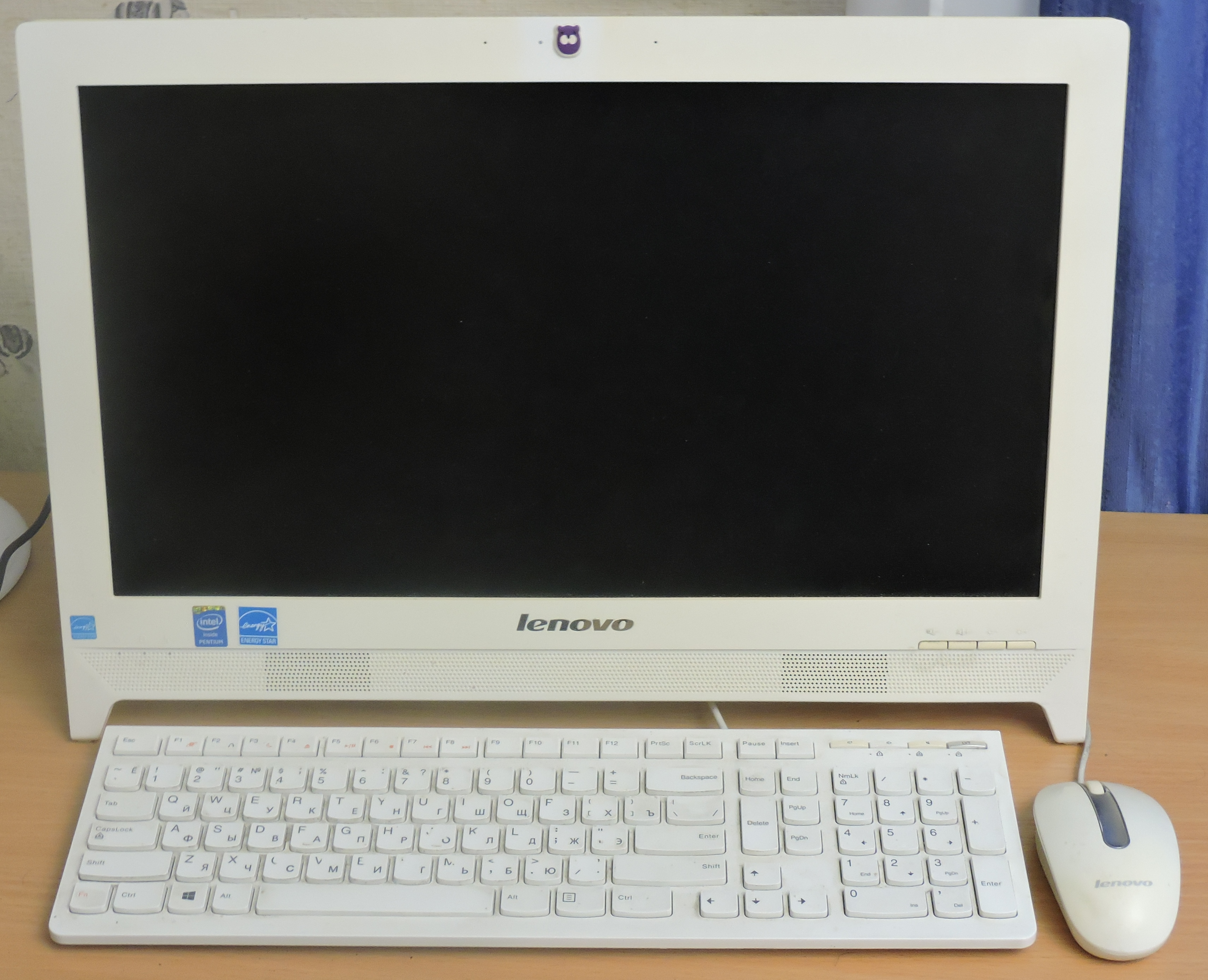
Моноблок Lenovo C260